# 서울면중초등학교
서울면중초등학교는 대한민국 서울특별시 중랑구 용마산로70길 43 (면목동)에 있는 초등학교다.

## 학교 연혁
- 1975년 12월 30일: 면목중학교 교사환치 인수
- 1976년 3월 2일: 학생인수(2,127명)- 면목,중곡학교
- 1972년 8월 2일: 교사신축(면목중학교로)
- 1975년 11월 18일: 초대 최윤칠 교장 부임, 49학급편성
- 1976년 6월 5일: 개교식 거행
- 1977년 2월 8일: 제1회 졸업식
- 1981년 9월 1일: 60학급 편성
- 1983년 9월 1일: 학구조정에 의해 354명 면남초로 분리
- 1996년 3월 1일: 서울면중초등학교로 교명 개칭
- 2000년 3월 1일: 서울시교육청 지정 인성시범학교 지정
- 2003년 11월 9일: 제41주년 소방의날 행자부장관상 표창
- 2004년 12월 27일: 교육과정운영 우수학교 표창(교육감)
- 2006년 11월 23일: 학교홈페이지 우수학교 표창(교육감)
- 2014년 12월 30일: 2014학년도 학교경영 우수학교 표창(교육장) / 청렴 최우수학교 표창(교육장)
- 2016년 9월 1일: 서울형혁신학교 지정
- 2016년 12월 27일: 2016년 학교경영 우수학교 표창(교육장) / 서울독서교육대상 표창(교육감)
- 2017년 2월 17일: 제41회 졸업(62명)
- 2017년 12월 22일: 2017학년도 진로교육 우수학교 표창(교육감)
- 2017년 12월 27일: 2017학년도 마을결합형학교 우수학교 표창(교육장)
- 2017년 12월 31일: 2017학년도 학업중단 예방 및 학교 내 대안교실 운영 우수학교 표창(교육감)
- 2018년 2월 12일: 제42회 졸업(53명)
- 2018년 12월 28일: 2018학년도 학교경영 우수학교 표창(교육장) 2019년 2월 15일: 제43회 졸업(59명)
- 2020년 2월 12일: 제44회 졸업(46명)
- 2020년 3월 1일: 제14대 이은영 교장 부임
- 2020년 12월 31일: 학교급식 우수학교 표창(교육감)
- 2021년 2월 10일: 제45회 졸업(45명)
- 2021년 10월 20일: 면중 퍼커션 '타미부미「중랑 재능 콩-쿠-르」 금상 수상(중랑문화재단)
- 2021년 10월 23일: 면중 퍼커션'타미부미' 제3회 중랑 청소년 꿈 축제 개막 공연 참가(중랑구청장상)
- 2021년 12월 31일: 학교예술교육우수학교 표창(교육부) 영재교육 우수학교 표창(교육감)/ 학교경영 우수학교 (교육장)
- 2022년 2월 11일: 제45회 졸업(45명)
- 2022년 3월 1일: 그린스마트스쿨 대상학교로 사업 진행중(2021.06.08.~ 계속)  서울형혁신학교 재지정 운영중(2021.3 ~ 2025.2)  동부교육지원청 초등영재원 수학영역 협력학교 운영 중(2018.3.2.~계속)
- 2022년 12월 28일: '함께 만들어가는 그린스마트스쿨 공모전' 전국시도교육감 협의회장상 수상
- 2023년 2월 9일: 제47회 졸업(45명)
- 2024년 1월 5일: 제48회 졸업(46명)
- 2024년 3월1일: 휴교(그린스마트미래학교)

## 참고 자료
- 서울면중초등학교 - 한국교육학술정보원 학교알리미